# Franz Gondolf
Franz Gondolf (* 8. Februar 1910 in Dieburg; † 3. März 1968) war ein deutscher Politiker (KPD) und ehemaliger Abgeordneter des Hessischen Landtags.
Franz Gondolf absolvierte nach dem Besuch der Volksschule eine Schreinerlehre und arbeitete als Schreiner und Zimmermann in verschiedenen Städten. Seit 1925 war er gewerkschaftlich organisiert und seit 1927 Mitglied der KPD. 1935 wurde er wegen aktiven Widerstands zu 4 ½ Jahren Zuchthaus verurteilt und erst 1939 aus der Haft entlassen. 1943 wurde er zum Kriegsdienst einberufen, den er in der Strafdivision 999 leistete. Nach der Entlassung aus Kriegsgefangenschaft war Franz Gondolf wieder in der KPD Hessen tätig. Für seine Partei war er in der ersten Wahlperiode vom 5. Oktober 1949 bis zum 30. November 1950 als Nachrücker für Walter Fisch, der nach seiner Wahl in den Bundestag das Landtagsmandat aufgab, Mitglied des Hessischen Landtags.